# Collectif Paris-Africa
Collectif Paris-Africa est un regroupement de 75 artistes et groupes de chanteurs francophones, dont 60 français, réunis pour l'UNICEF en 2011, pour la lutte contre la crise nutritionnelle et alimentaire qui frappe alors quatre pays de la corne de l’Afrique (Somalie, Éthiopie, Kenya, Djibouti).
De ce projet naissent un single et un clip intitulés Des ricochets,  et un double album.

## Liste des artistes
- Alizée
- Alpha Blondy
- Alain Chamfort
- Amandine Bourgeois
- Amaury Vassili
- Amine
- Amel Bent
- Anggun
- Arielle Dombasle
- BB Brunes
- Benabar
- Bob Sinclar
- Chico & Les Gypsies
- Chimène Badi
- Christophe Willem
- Claudia Tagbo
- Colonel Reyel
- Dave
- David Hallyday
- Didier Wampas
- Elisa Tovati
- Fatals Picards
- Faudel
- Florent Mothe
- Gary Fico
- Gérard Lenorman
- Grégoire
- Hélène Ségara
- Inna Modja
- Jane Birkin
- Jenifer
- Jérôme Commandeur
- Jérôme Van Den Hole
- John Mamann
- Joyce Jonathan
- Judith
- Julie Zenatti
- Keen'v
- Kenza Farah
- Lââm
- Liane Foly
- Matt Pokora
- Magic System
- Manu Katché
- Maurane
- Mélissa Nkonda
- Merwan Rim
- Mickaël Miro
- Mikelangelo Loconte
- Mimie Mathy
- Moïse N'Tumba
- Mokobe
- Natasha St-Pier
- Nicolas Peyrac
- Nolwenn Leroy
- Nyco Lilliu
- Olivier de Benoist
- Olivia Ruiz
- Ophélie Winter
- Passi
- Patrick Fiori
- Pep's
- Philippe Lavil
- Quentin Mosimann
- Salvatore Adamo
- Shy'm
- Sofia Essaidi
- Soprano
- Tal
- Tiken Jah Fakoly
- Tina Arena
- VV Brown
- Yannick Noah
- Ycare

## Discographie

### Album
Collectif Paris-Africa pour l'Unicef
| Classement (2011 - 2012) | Meilleure Position | Certification |
| ------------------------ | ------------------ | ------------- |
| France Classement album  | 23                 | Or            |

### Single
Des ricochets
La chanson a été écrite par Patrice Guirao et Frédéric Château. Le single est également présent dans la compilation NRJ Music Awards 2012 sortie le 23 décembre 2011.
| Classement (2011 - 2012)              | Meilleure Position |
| ------------------------------------- | ------------------ |
| France Classement single              | 5                  |
| Belgique (Wallonie) Classement single | 47                 |